# Ivan Klasnić
Ivan Klasnić [ˈiʋan ˈklasnitɕ] (Hamburg, NSZK, 1980. január 29. –) horvát válogatott labdarúgó. 2007-ben végrehajtottak rajta egy veseátültetést, és a 2008-as labdarúgó-Európa-bajnokságon ő lett az első játékos, aki egy jelentős nemzetközi sporteseményen vett részt egy átültetés után.

## Pályafutása

### Klubcsapatban
St. Pauli
Klasnić a profi karrierjét a St. Pauliban kezdte, három és fél szezont játszott a Bundesliga II-ben, a legeredményesebb szezonjában 10 gólt szerzett.
Werder Bremen
A 2003-2004- es szezonban tagja volt a muzsikusok duplázó, bajnok és kupagyőztes csapatának. Egy csapatban szerepelt Lisztes Krisztiánnal. A Werderben 151 mérkőzést játszott és 49 gólt lőtt.
Bolton
Először kölcsönbe, majd végleg került az angol klubhoz.
Mainz
Utolsó szezonjában visszatért a Bundesligába, amelyben Szalai Ádám csapattársa volt.

## Sikerei, díjai
- Német bajnok: 2003-2004
- Német kupagyőztes : 2003-2004
- Német Ligakupa-győztes: 2006

## Statisztika

### Góljai a válogatottban
| #   | Dátum               | Helyszín                               | Ellenfél        | Gól | Eredmény | Kiírás               |
| --- | ------------------- | -------------------------------------- | --------------- | --- | -------- | -------------------- |
| 01. | 2004. április 28.   | Skopje City stadion, Skopje, Macedónia | Észak-Macedónia | 0–1 | 0 – 1    | Barátságos mérkőzés  |
| 02. | 2004. szeptember 4. | Maksimir Stadion, Zágráb, Horvátország | Magyarország    | 2–0 | 3 – 0    | 2006-os vb-selejtező |
| 03. | 2005. február 9.    | Teddy stadion, Jeruzsálem, Izrael      | Izrael          | 0–1 | 3 – 3    | Barátságos mérkőzés  |
| 04. | 2005. február 9.    | Teddy stadion, Jeruzsálem, Izrael      | Izrael          | 2–3 | 3 – 3    | Barátságos mérkőzés  |
| 05. | 2006. március 1.    | St. Jakob-Park, Bázel, Svájc           | Argentína       | 0–1 | 2 – 3    | Barátságos mérkőzés  |
| 06. | 2006. május 23.     | Ernst Happel Stadion, Bécs, Ausztria   | Ausztria        | 0–1 | 1 – 4    | Barátságos mérkőzés  |
| 07. | 2006. május 23.     | Ernst Happel Stadion, Bécs, Ausztria   | Ausztria        | 1–2 | 1 – 4    | Barátságos mérkőzés  |
| 08. | 2006. október 7.    | Maksimir Stadion, Zágráb, Horvátország | Andorra         | 5–0 | 7 – 0    | 2008-as Eb-selejtező |
| 09. | 2008. június 16.    | Hypo-Arena, Klagenfurt, Ausztria       | Lengyelország   | 1–0 | 1 – 0    | 2008-as Eb           |
| 10. | 2008. június 20.    | Ernst Happel Stadion, Bécs, Ausztria   | Törökország     | 1–0 | 1 – 1    | 2008-as Eb           |

## Külső hivatkozások
- Hivatalos oldal